# Bagmasti
Bagmasti (Armeens: Բագմաստի) was een godin in de Armeense mythologie. Ze werd aanbeden in Musasir in Ararat en was de metgezel of gemalin van Ḫaldi. Haar tempel werd samen met die van Ḫaldi geplunderd en verbrand door koning Sargon II van Assyrië.